# Armand Ferté

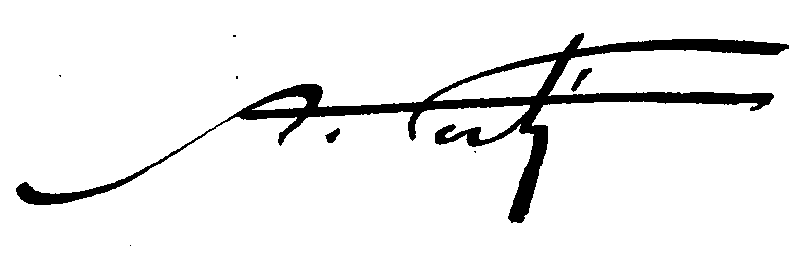
Armand Ferté, Unterschrift 1908

Emile-Georges-Armand Ferté (* 22. Oktober 1881 in Paris; † 13. Februar 1973 ebenda) war ein französischer Pianist, Dirigent und Musikpädagoge.
Ferté begann im Alter von vier Jahren Klavier zu spielen und wurde zehnjährig Schüler von Émile Decombes am Pariser Konservatorium. Nach dem Abschluss 1898 spielte er mit Jules Massenet Werke des Komponisten vierhändig auf dem Klavier. Er trat mit Louis Diémer und Marcel Chailly auf und gab Konzerte mit Édouard Colonnes Association Artistique des Concerts Colonne. In den  1910er Jahren gab er seine Laufbahn als Pianist aus gesundheitlichen Gründen auf.
Nach 1900 begann Ferté auch als Dirigent zu arbeiten. Er dirigierte das Orchester von Grenoble und leitete dann die Kasino-Konzerte in Dieppe. 1919 dirigierte er die Marseiller Erstaufführung von Marcel Samuel-Rousseaus Oper Tarass Boulba. Von 1927 bis 1951 war er Professor am Pariser Konservatorium. Hier zählten u. a. Germaine Mounier, Pierre Barbizet, Jacques Castérède und Jean-Yves Daniel-Lesur zu seinen Schülern.
Ferté komponierte einige kleinere kammermusikalische Werke. Außerdem gab er Charles-Louis Hanons Le pianiste virtuose heraus, weiterhin eine Sammlung progressiver Klavierstücke (Les Maîtres du Piano) und ausgewählter Sonatinen (Sonatines choisiers) und die Reihe Les Maîtres du Piano.